# Estatización
Los términos nacionalización, estatalización, estatización y estatificación se refieren todos al proceso por el que los medios de producción y servicios explotados por particulares pasan a manos del Estado de un país, con o sin compensación. La nacionalización es el conjunto de disposiciones y operaciones mediante las cuales el Estado asume la propiedad y la administración de empresas privadas o de la totalidad de ciertos sectores económicos considerados estratégicos o de interés público.
La nacionalización o estatalización es lo opuesto a la privatización. 

## Rescate financiero por quiebra - proceso habitual de nacionalización
En la actualidad la mayoría de nacionalizaciones son rescates financieros por quiebra que, en la mayoría de casos, son revertidas cuando se sanea la empresa o banco rescatado. Se producen por quiebra de las empresas privadas que obligan al rescate financiero por parte del Estado. Excepto en las denominadas dictaduras comunistas ortodoxas (China, Cuba y Corea del Norte) en el resto de países la nacionalización por motivos ideológicos es extraordinaria excepto en casos estratégicos. A veces las nacionalizaciones se producen como mecanismos de control del poder político más que como medidas económicas.

## Tipos de nacionalización o estatización

### Nacionalización por ideología liberal y capitalista
Desde el liberalismo y neoliberalismo se defiende, promueve o practica la estatización o nacionalización cuando se trata de empresas privadas que están en quiebra. Entonces el coste del rescate es asumido por el Estado y por tanto por todos los ciudadanos del país ya que el Estado para rescatarlas económicamente incrementa su deuda pública.
En muchas ocasiones las empresas privadas son rescatadas o estatizadas por encontrarse en quiebra ya que por su volumen, características o influencias se considera adecuado el nacionalizarlas entrando así en clara contradicción con los postulados del liberalismo económico. Así ha ocurrido, por ejemplo, en España, con las empresas Rumasa (1983) y con el Rescate bancario español a raíz de la crisis económica española (2008-2014) que obligó al rescate de Bankia junto a otras muchas entidades  financieras quebradas.

### Nacionalización por ideología socialista y comunista
Desde el socialismo y el comunismo se denomina socialización de los medios de producción a la estatización de empresas y actividades económicas estratégicas y consideradas de interés público. Se denomina colectivismo a la socialización de los medios de producción con el objeto de dar a entender que es de todos.

### Nacionalización por ideología nacionalista y fascista
La nacionalización es una acción también muy característica de ideologías como el fascismo, el nacionalismo y los gobiernos totalitarios[cita requerida] (p.e. Dictadura de Francisco Franco). En el nacionalismo y los totalitarismos, se recurre a la nacionalización con el argumento de proteger los intereses nacionales.

## Algunas nacionalizaciones o estatizaciones

### Nacionalizaciones en España
- 1941 - Renfe, Servicio ferroviario, nacionalizada durante el gobierno de Francisco Franco.
- 1945 - Telefónica fue nacionalizada durante el gobierno de Francisco Franco. Posteriormente será privatizada.
- 1983 - Rumasa, nacionalizada durante el gobierno de Felipe González.
- 2008 - Rescate bancario español. A partir de la Gran Recesión se produjo la crisis económica española (2008-2014) que obligó al Rescate bancario español.
- 2021-2022 - Sareb, nacionalización del banco creado en 2012, a consecuencia de la crisis económica española (2008-2014) y la Crisis inmobiliaria española de 2008-2014 por obligación de Europa para que la deuda privada pase a ser contabilizada como pública y así hacerse cargo de 35.600 millones de euros que aumentará la deuda pública de España del 117,1% del PIB en 2020 a situarse por encima del 120% en 2021.

### Nacionalizaciones en Chile
- 1971 - Nacionalización del cobre, durante el gobierno de Salvador Allende. El general Augusto Pinochet volvió a privatizar el cobre.

### Otras nacionalizaciones: petróleo y banca
- 1938 - Expropiación del petróleo en México
- Nacionalización del petróleo - Irán, México, Rusia y Venezuela.
- 1982 - Nacionalización de la banca en México